# Galesburg (Kansas)
Galesburg – miasto w Stanach Zjednoczonych, w stanie Kansas, w hrabstwie Neosho.